# 季云卿

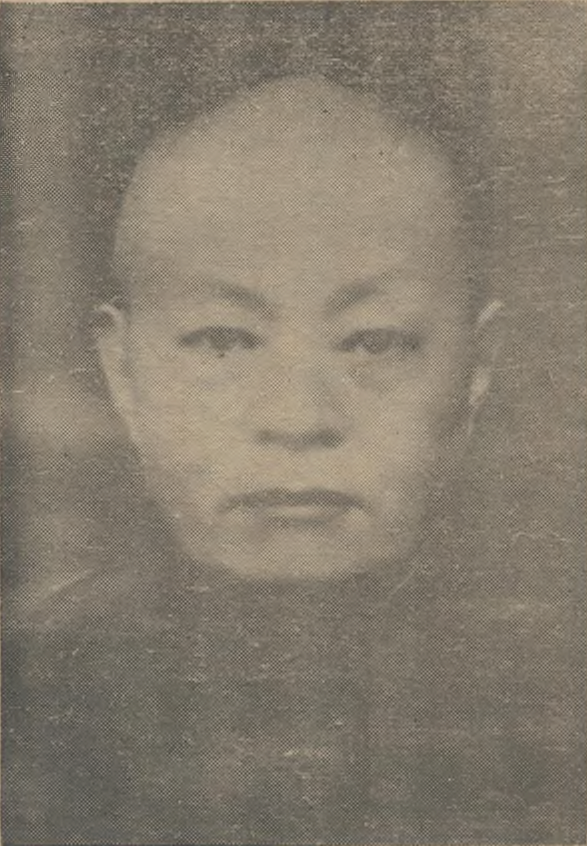
季雲卿

季云卿（1868年—1939年8月17日），中国上海20世纪上半叶著名黑社会人物。

## 生平
1868年（同治七年），季云卿出生于江苏省无锡县石塘湾。早年学做银匠，后因经商失败去上海，拜青帮大字辈曹幼珊为师，列青帮通字辈，成为上海、无锡两地著名的黑社会人物。1927年他出任江浙两省禁烟检查处处长。上海孤岛时期，他的徒弟李士群、丁默邨、唐惠民都成为汪精卫政权特务机构76号的特工，义女佘爱珍与吴四宝夫妇也是76号的重要人物。
1939年秋天，戴笠命令军统上海区区长陈恭澍在上海组织除奸活动，陈恭澍派特工詹森将季云卿杀死于家门口（威海卫路智仁勇中学对面）。不久詹森的情妇卢文英泄露了风声，詹森被76号抓获并处死。